# خاطرات مستر همفر، جاسوس بریتانیا در خاورمیانه
خاطرات مستر همفر، جاسوس بریتانیا در خاورمیانه یا اعتراف‌های یک جاسوس بریتانیایی عنوان کتابی است که شرح خاطرات منتسب به شخصی بنام مستر همفر (مأمور دولت بریتانیا در قرن ۱۸ میلادی) منتشر شده و به تشریح نقش او در شکل‌گیری دیدگاه وهابیت در کشورهای مسلمان می‌پردازد.
این اثر یک خاطرات ساختگی و جعلی تلقی می‌شود و از آن بعنوان نسخه «انگلوفوبیک» پروتکل بزرگان صهیون یاد می‌شود. در غرب این اثر بعنوان ساخته دست یک مسلمان سنی برای نشان دادن اینکه وهابیت ساخته دست انگلیس است، شناخته می‌شود. برنارد هیکل از دانشگاه هاروارد این اثر را ساخته دست یک نظریه‌پرداز نظریه توطئه می‌داند. البته اینکه مستر همفر کیست و چگونه در خاطرات این کتاب به این دقت و ظرافت به مسایل پرداخته شده هنوز مشخص نیست. این اثر احتمالاً توسط ایوب صبری پاشا جعل شد.
حامد الگار دلایلی برای جعلی بودن این اثر عنوان می‌کند. از جمله اینکه فقط نسخه عربی این خاطرات موجود است؛ یا این مسئله که هویت مترجم مورد ادعا(Dr. J. Kh) ناشناخته است. به گفته الگار تنها نسخه انگلیسی این اثر در استانبول و توسط گروه‌های ضدوهابی به شکل ناشیانه‌ای بعداً از عربی ترجمه شده‌است. الگار این مسئله را که نویسنده از تاریخ هجری به جای میلادی استفاده کرده مشکوک می‌داند. به علاوه اتکای نویسنده به ناسیونالیزم (برای مبارزه ادعایی با وحدت اسلامی) را نشانی از جعلی بودن اثر می‌داند. چرا که در زمان تأسیس وهابیت مفهوم ناسیونالیسم در اروپا هم درست شکل نگرفته بود. در پایان الگار به این مسئله اشاره می‌کند که به دلیل تکرر اشارات مثبت شیعی در این کتاب احتمالاً نویسنده این اثر ساختگی شیعه بوده‌است.

## موضوعات کتاب
- مشکل ما با اسلام و ممالک اسلامی در دنیای امروز
- اجتماع نمایندگان انگلستان، فرانسه، روسیه
- مأموریت من در آستانه (ترکیه)
- سرگذشت رفقای دیگر
- شیعه چه می‌گوید؟
- اهل سنت چه می‌گویند؟
- ورود به بصره و ملاقات با شیخ عمر الطائی
- آشنایی با محمد بن عبدالوهاب
- بحثی بین محمد بن عبدالوهاب و یک عالم شیعی
- گمشدهٔ خود را یافتم
- بحث پیرامون عدم حرمت شراب
- خوابی که برای شیخ دیدم!
- حرکت به سوی کربلا و نجف
- بازگشت به انگلستان و ملاقات وزیر
- بدلهایی از شخصیتهای مسلمین
- نقاط ضعف مسلمین
- نقاط قوت مسلمین
- توسعه نقاط ضعف
- از بین بردن نقاط قوت
- سر دوم چهارده بندی
- اظهار دعوت وهابیت